# Kivholmen
Kivholmen är en ö i Finland. Den ligger i Finska viken och i kommunen Raseborg i den ekonomiska regionen  Raseborg i landskapet Nyland, i den södra delen av landet. Ön ligger omkring 71 kilometer väster om Helsingfors.
Öns area är 2,3 hektar och dess största längd är 230 meter i öst-västlig riktning. Ön höjer sig omkring 15 meter över havsytan. I omgivningarna runt Kivholmen växer i huvudsak barrskog.